# Into the Mortal World
Pour plus de détails, voir Fiche technique et Distribution.
Into the Mortal World est un film d'animation chinois réalisé par Ding Zhong, sorti en 2024,.

## Fiche technique
- Titre original : 落凡尘
- Réalisation : Ding Zhong
- Scénario : Fu Kang
- Musique : Roc Chen
- Production : Li Longlong et Li Ni
- Sociétés de production : Winsing Animation
- Société de distribution : Winsing Animation
- Format : couleurs
- Pays de production :  Chine
- Langue originale : mandarin
- Genre : Animation
- Durée : 118 minutes
- Dates de sortie : 
  - Chine : 12 juillet 2024
  - France : 10 juin 2025 (Annecy

## Distribution
- Xin Li : Jin Feng
- Xiaoyu Liu : Xiao Fan et Yu Lu
- Tom Fu : Tudi Gong
- Shuai Guan : Wenchang
- Cong Liu : Shenjun
- Lulu San : Niu Lang
- Xingchao Zhao : Simu